# Opera Botanica
Opera Botanica a Societate Botanica Lundensi (abreviado Opera Bot.) es una revista ilustrada con descripciones botánicas que es editada en Dinamarca. Comenzó su publicación en el año 1953 hasta ahora.